# 蝙蝠俠：致命玩笑 (電影)
《蝙蝠俠：致命玩笑》（英語：Batman: The Killing Joke）是一部於2016年美國超級英雄動畫電影，由劉山姆與布魯斯·提姆執導，而提姆也與艾倫·伯內特、山姆·雷吉斯特共同監製。電影改編自1988年同名圖像小說。本片為DC宇宙動畫原創電影的第二十六部作品。
在美國最初是直接以錄影帶首映的方式發行，後來定於2016年7月25日在戲院有限上映（僅一晚）。而臺灣則於2016年7月23日至7月29日獨家在全臺威秀影城上映。數位版於2016年7月26日發行，而DVD和藍光則於2016年8月2日推出。

## 劇情
芭芭拉·高登化身蝙蝠女在高譚市出道兩年，和蝙蝠俠為互相信賴的戰友及夥伴關係。芭芭拉一日沒有成功阻止一場搶劫，雖然抓到一名罪犯，但主謀巴黎·法蘭茲卻從此對蝙蝠女產生著迷，到處給她留下線索來試圖將她引入陷阱。法蘭茲屢次逃之夭夭，蝙蝠俠開始擔心芭芭拉的安危而決定讓她撤出這起案件，告知她若是繼續執迷於此，總有一天會“越界”並留下終生難以彌補的悔恨。對此不滿的芭芭拉開始與蝙蝠俠對打，以伶俐身手擊倒蝙蝠俠後，然而在性欲驅使下和他發生性關係。幾天后，芭芭拉試圖和蝙蝠俠道歉，但蝙蝠俠當時剛好被法蘭茲偷襲，迫使芭芭拉到場協助。法蘭茲滿口的嘲諷使得芭芭拉逐漸情緒失控，險些將法蘭茲打死後才收手。法蘭茲最終被捕，芭芭拉經過這件事理解蝙蝠俠對她的看法和用心，於是將戰服歸還給他後正式隱退。
不久，蝙蝠俠與警探哈維·布洛克共同偵辦一個詭異死亡現場，幾具棄屍多年的遺體上全是面帶恐怖笑容，蝙蝠俠馬上想到這是他多年死敵小丑所為，於是來到關押他的阿卡漢精神病院，打算問出一些情報，但蝙蝠俠到牢房後才發現牢房裡的小丑為冒牌貨，真正的小丑早已越獄脫逃。與此同時，小丑買下一座廢棄遊樂場後，前去襲擊在家中的詹姆斯·高登局長和芭芭拉父女，前去應門的芭芭拉直接被小丑近距離開槍打穿脊椎而倒地不起，高登則被小丑的人帶走。芭芭拉被她的朋友發現後送去搶救，由於脊椎重創而導致雙腿終生殘疾，芭芭拉清醒後告知蝙蝠俠關於小丑帶走她父親，而目的是為了“證明觀點”。高登被小丑帶至裝潢過的遊樂場中，被扒光衣服後當成奴隸對待，坐進一輛遊覽車強迫觀摩數十張芭芭拉的裸照及她的痛苦模樣。
看到高登心碎腸斷似的狀況，小丑不由得開始回憶起自己的“過去”。多年前，他是一名從化工廠工人轉行成為單人喜劇演員的無名氏，然而跳槽演獨角喜劇的結果卻是一敗塗地，舞台下幾乎無人懂他的笑點。為了有足夠金錢來養活他有孕在身的妻子珍妮，他自願加入兩名業餘罪犯策劃的搶案，接受指示戴上一個紅色頭罩來行動，然而卻不知道自己被對方當作“替死鬼”。動手前他收到噩耗，妻子珍妮在家中死於離奇意外、包含腹中胎兒而一屍兩命，悲痛的他原本打算退出，但兩名罪犯還是強迫他繼續進行。行動當晚，三人潛入化工廠繞到隔壁的賭場進行搶劫，但未預料到工廠裡的保全系統升級而引來警察。兩名罪犯被當場擊斃，而他戴著頭罩跑到上方過道，不巧地遇到前來調查的蝙蝠俠。在驚慌失措下，他失足掉進下方的化學硫酸池裡，但幸運地被下水管道沖至外面。他拔下面具後從水中倒影裡看見被硫酸腐蝕而淪為白皮膚、紅嘴唇、緑頭髮的自己；基於一夜之間喪妻、喪子、毀容的沉重打擊，他在那一刻精神崩潰，開始抱頭狂笑不止，就此變成惡名昭彰的小丑。
當蝙蝠俠趕到遊樂場時，首先救出關在籠子裡的高登，並發現高登即便經歷過眾多慘無人道、精神摧殘的惡趣味遊戲，其精神狀況卻依然保持正常，仍希望蝙蝠俠能公事公辦。蝙蝠俠立刻去追逐小丑，而小丑在途中訴說整個世界就如同一個大笑話，而這次計畫是想證明任何人只要像他一樣經歷「糟糕的一天」，便同樣會轉變成像他一樣的瘋子。在一連串的追逐之下，蝙蝠俠最終制服小丑，並告知他關於高登經歷這麼多慘劇卻依然保持正常頭腦來否認他，聲言他在這一觀點上是「孤身一人」。
然而，蝙蝠俠突然決定幫助小丑，答應會協助他治療瘋狂心理。小丑最後拒絕蝙蝠俠，認為他已經積重難返，但還是在最後用當時的情況而為蝙蝠俠講一個笑話：「有兩個被關在精神病院的病人企圖越獄，一個人爬到屋頂上時成功跳到對面，但另一個人因為膽小而不敢跳。於是，跳過去的病人決定靠手電筒的光芒來讓另一個病人走過來，但另一個病人卻回應他“你當我是瘋了嗎？我走到一半時你就會把手電筒關掉！”」講完的一刻，理解“笑點”的蝙蝠俠頭一次陪伴著小丑一起捧腹大笑，一直到警察趕到現場。
事件過後，傷勢康復、坐上輪椅的芭芭拉開始重新振作起來，練完體育後走進她家中的一個秘密房間，打開電腦後便以新身份「神諭」（Oracle）來“繼續工作”。

## 演員
- 凱文·康羅伊 配音 布魯斯·韋恩／蝙蝠俠（Bruce Wayne / Batman）
- 馬克·漢米爾 配音 小丑（The Joker）
- 塔拉·史壯 配音 芭芭拉·高登／蝙蝠女（Barbara Gordon / Batgirl）
- 雷·懷斯（英语：Ray Wise） 配音 詹姆斯·高登局長（Commissioner James Gordon）
- 羅賓·阿特金·唐斯（英语：Robin Atkin Downes） 配音 哈維·布洛克警探（Detective Harvey Bullock）
- 馬瑞·史塔林（英语：Maury Sterling） 配音 派瑞·佛朗西斯科／巴黎·法蘭茲（Parry Francesco / Paris Franz）
- 約翰·迪·馬吉歐 配音 卡洛斯·佛朗西斯科（Carlos Francesco）
- 布萊恩·喬治（英语：Brian George） 配音 阿福·潘尼沃斯（Alfred Pennyworth）
- 安娜·沃西諾（英语：Anna Vocino） 配音 珍妮（Jeannie）
- 瑞克·D·沃瑟曼（英语：Rick D. Wasserman） 配音 薩爾·馬洛尼（Sal Maroni）

## 發行
華納兄弟定於2016年的聖地亞哥國際動漫展上舉辦全球首映。電影的數位版本於2016年7月26日發行，而豪華版與藍光組合包則於2016年8月2日推出。 2016年6月8日，Fathom Events宣布，該片排於2016年7月25日在戲院上映一晚。

## 外部連結
- Box Office Mojo上《蝙蝠俠：致命玩笑》的資料（英文）
- 互联网电影数据库（IMDb）上《蝙蝠俠：致命玩笑》的资料（英文）
- Batman: The Killing Joke （页面存档备份，存于） at The World's Finest
- 開眼電影網上《蝙蝠俠：致命玩笑》的資料（繁體中文）
- Yahoo奇摩電影上《蝙蝠俠：致命玩笑》的資料（繁體中文）